# Ueda
Ueda (jap. 上田市 Ueda-shi) – miasto w Japonii, na wyspie Honsiu, w prefekturze Nagano.
W tym mieście rozwinął się przemysł jedwabniczy oraz spożywczy.

## Miasta partnerskie
- Szwajcaria: Davos